# Dicranota cascadica
Dicranota (Plectromyia) cascadica là một loài ruồi trong họ Pediciidae. Chúng phân bố ở vùng sinh thái Nearctic.